# Castillo de Nitray
El castillo de Nitray (en francés: Château de Nitray) es un castillo de estilo renacentista, y parque de 43 hectáreas de extensión enteramente cerrado por un muro de 2 km, en el que se incluyen jardines « à l'anglaise », « à la française », rosaleda y huerto (1 hectárea), de propiedad privada, localizado en la comuna de Athée-sur-Cher, en la región de Centro-Val de Loira de Francia.
El castillo de Nitray ha sido objeto de una inscripción a título de los monuments historiques de France desde el 17 de diciembre de 1947.
Pertenece al conjunto cultural de los castillos del Loira, pero aunque cerca, no está dentro del ámbito del «Valle del Loira entre Sully-sur-Loire y Chalonnes-sur-Loire» declarado Patrimonio de la Humanidad  en 2000.
« Château de Nitray » es una apelación de bodegas de crianza de un vino dentro de la denominación AOC Touraine de los viñedos Nitray.

## Localización
La comuna de Athée-sur-Cher se encuentra en la zona noreste del departamento de Indre-et-Loire, en una zona de cultivos vitivinícolas en la proximidad del río Cher.
Parc du Château de Natrey Domaine du Château de Natrey, Code postal 37270 Athée-sur-Cher, Indre-et-Loire, Centre, Cedex France-Francia.
Planos y vistas satelitales, 47°20′27″N 0°53′40″E / 47.34083, 0.89444
Se abre al público solamente unos días al mes y se paga una tarifa de entrada.

## Historia
El castillo se construyó en el siglo XVI para reemplazar un viejo castillo, probablemente del siglo XIII. El patrocinador es Aimery Lopin, maestro de los encargos de Luisa de Saboya. La arquitectura del castillo de Nitray es característica del Renacimiento.
Diecisiete familias se suceden viviendo en el desde su construcción, de las cuales la familia del general Jean Jacques Liébert lo habitó desde 1807 hasta 1922.

## Descripción
El castillo consta de un edificio principal del siglo XVI, orientado oeste-este. En el lado este, con vistas a los jardines y en el lado oeste con vistas al patio. Al sur del patio, un pequeño pabellón más antiguo fechado en el siglo XV como edificio de los comunes que limita el patio hacia el oeste. La puerta de acceso al patio está flanqueado por dos torres, convertidas en el de la capilla sur. En el noroeste, una majestuoso palomar completa el conjunto. En el interior, la escalera de caracol está en excelentes condiciones.
Los comunes son del siglo XV, en los establos de la planta baja que podría acomodar hasta 7 caballos se reconvierten en los vestidores y las bodega que ha estado funcionando durante al menos 250 años. El vino Touraine AOC de los viñedos Nitray se vinifica por el propietario. En la parte de arriba, las salas de recepción con capacidad para 200 personas.

## El parque y los jardines
Ubicado en un parque con árboles centenarios y flanqueado por su « Jardin Renaissance Française » (Jardín renacentista francés ) con rosas, peonías, lirios y azucenas.
Parque paisajista « à l'anglaise », y huerto-jardín « à la française », del siglo XIX.

Algunos detalles
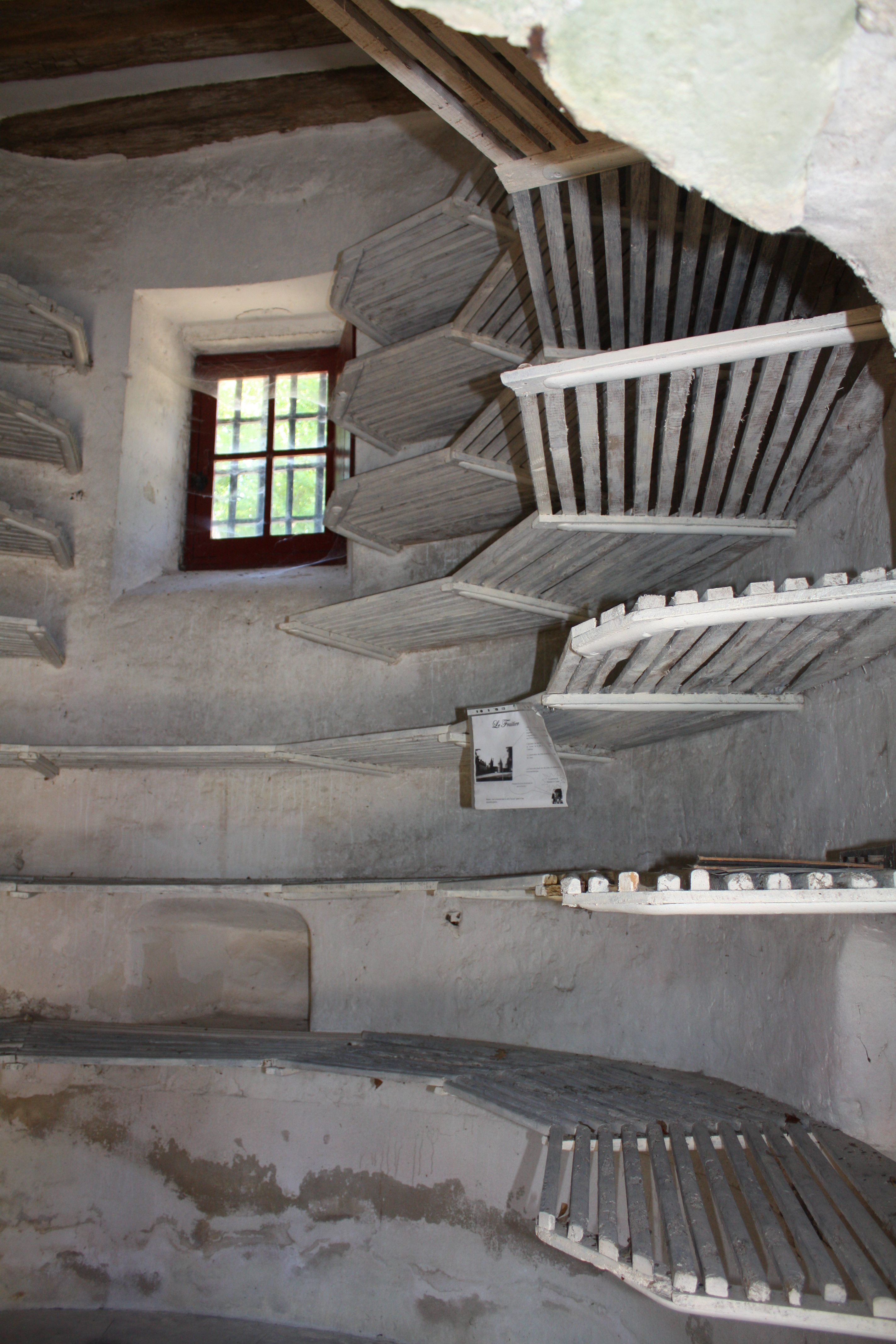
Interior del almacén de frutas del castillo de Nitray.
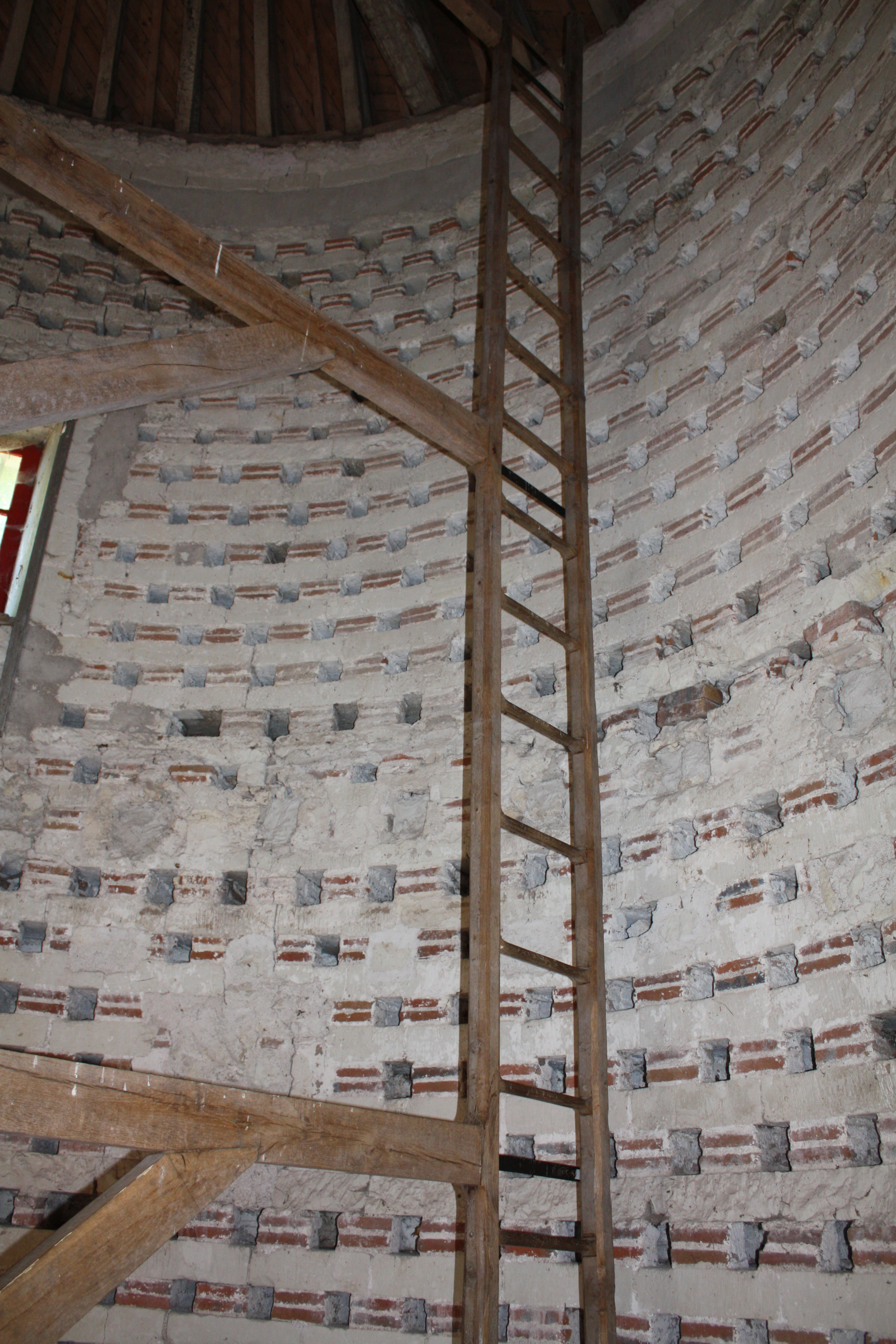
Interior del palomar del castillo de Nitray.